# 張養重
张养重（1617年—1684年），字斗瞻，号虞山，又号虞山逸民。
出身行伍世家，父张宪光任广西梧州府通判。崇禎時太學生，明亡後不仕。清初詩壇第一，時稱“張山陽”。顺治帝六次徵召他出仕皆不出。。晚号椰冠道人。康熙二十二年已巳（1683年），由其子张钦世辑其詩，定名《古调堂集》。